# Martians vs. Goblins
Martians vs. Goblins è un singolo del rapper statunitense The Game, il terzo estratto come dal suo quarto album in studio The R.E.D. Album. Il brano, pubblicato il 20 dicembre 2011 figura il featuring dei rapper Lil Wayne dell'etichetta Young Money e Tyler, the Creator dell'etichetta Odd Future.

## Classifiche
| Classifica (2011) | Posizione raggiunta |
| ----------------- | ------------------- |
| Stati Uniti       | 100                 |